# Edificio Albo
El Edificio Albo es una construcción situada en el cruce de la calle Gran Vía con Urzaiz, en el centro de Vigo (Pontevedra, España). Actualmente está considerado uno de los mejores ejemplos de arquitectura de posguerra en la ciudad.

## Historia
El Edificio Albo es una de las obras más señaladas de la arquitectura viguesa del siglo XX. Recibe su nombre de la familia Albo, procedente de Santander y que hizo fortuna con las conservas, fundando la empresa Conservas Albo. Gracias al buen momento de la industria conservera tras la Guerra Civil, deciden invertir en la construcción de edificios destinados al alquiler, mostrando también su poderío económico y social en la ciudad.
En 1940 compran un solar creado por el nuevo trazado pavimentado desde la calle Urzaiz, que daría lugar a lo que hoy es la Gran Vía viguesa. Para realizar el edificio, contratan a los arquitecto Francisco Castro Represas y Pedro Alonso Pérez, destacados promotores de la arquitectura racionalista. Las obras, iniciadas en 1942, duraron hasta 1949, por la escasez de hierro y cemento de los años de posguerra.

## Construcción y estilo
En este edificio podemos comprobar cómo en los años de posguerra existe una reacción a las ideas y formas racionalistas en arquitectura, para adoptar un regionalismo gallego, con numerosos elementos neobarrocos incluidos dentro de una factura inicialmente racionalista. El resultado final es un edificio de diez plantas, con una inferior de factura con elementos clasicistas, incluyendo columnas toscanas. En el resto de la fachada podemos contemplar elementos neobarrocos, como frontones partidos, pináculos, balaustradas o cornisas molduradas, dentro del diseño racionalista original. La esquina central del edificio marca un eje de simetría para el mismo, con un claro dominio de la verticalidad combinada con la horizontalidad de las plantas del edificio, y la inclusión de elementos vanguardistas, como grandes vanos de esquina, esquinales curvos en los apaisados de la fachada, o un dintel para proteger de la caída del agua. En el alto del edificio el arquitecto coloca una reproducción de la "Victoria de Samotracia", realizada por el escultor Xesús Picón, y una aguja que resalta la sensación de verticalidad del conjunto. El edificio, realizado en granito pulido gallego de primera calidad, resalta por su majestuosidad en una de las zonas más céntricas de Vigo. En definitiva, el edificio Albo es un buen ejemplo de un racionalismo heterodoxo para el momento, nacido de unas condiciones sociales, culturales y políticas muy particulares, como fue la posguerra en la ciudad industrial de Vigo.

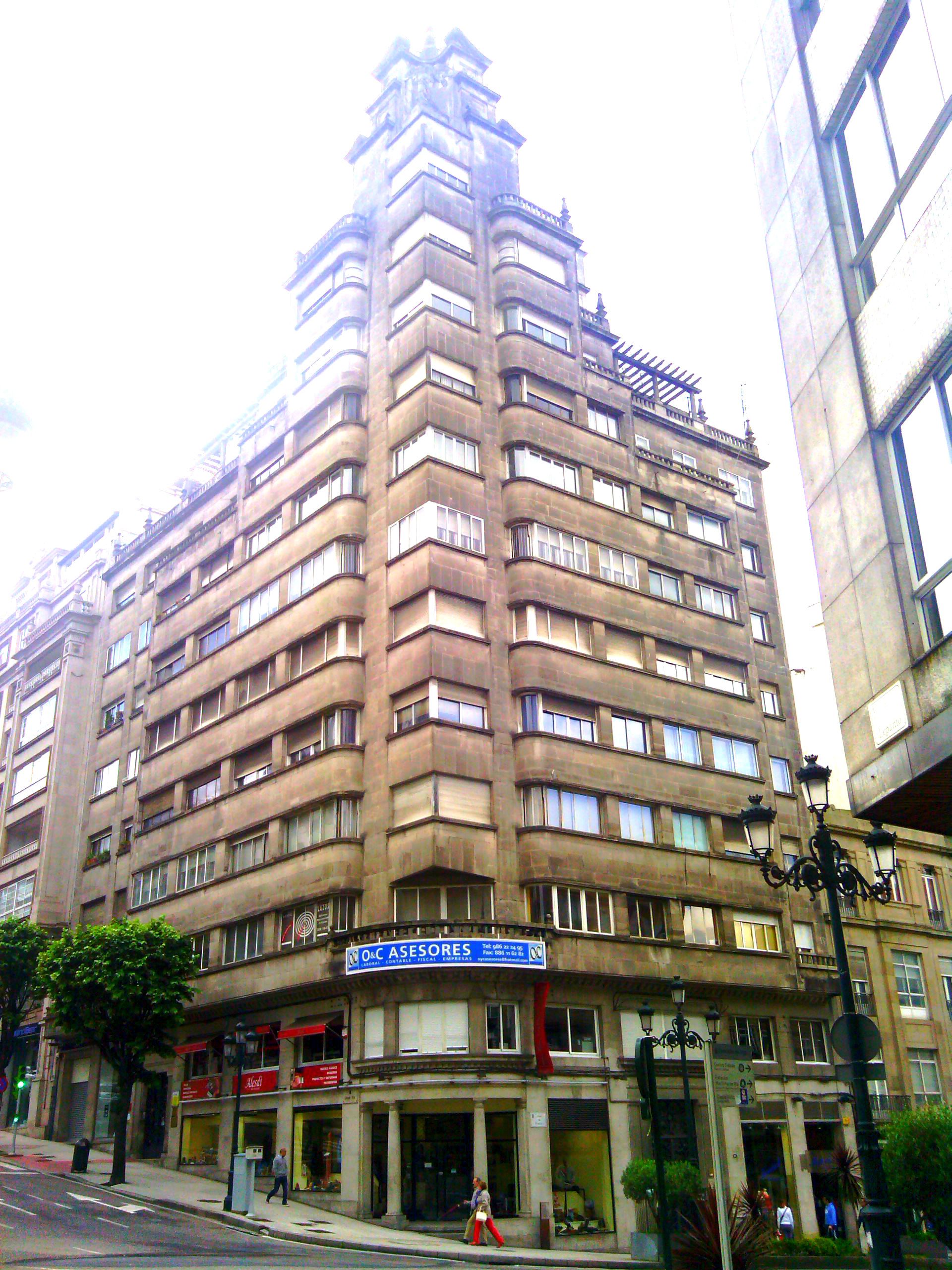
Fachada desde la calle Lepanto
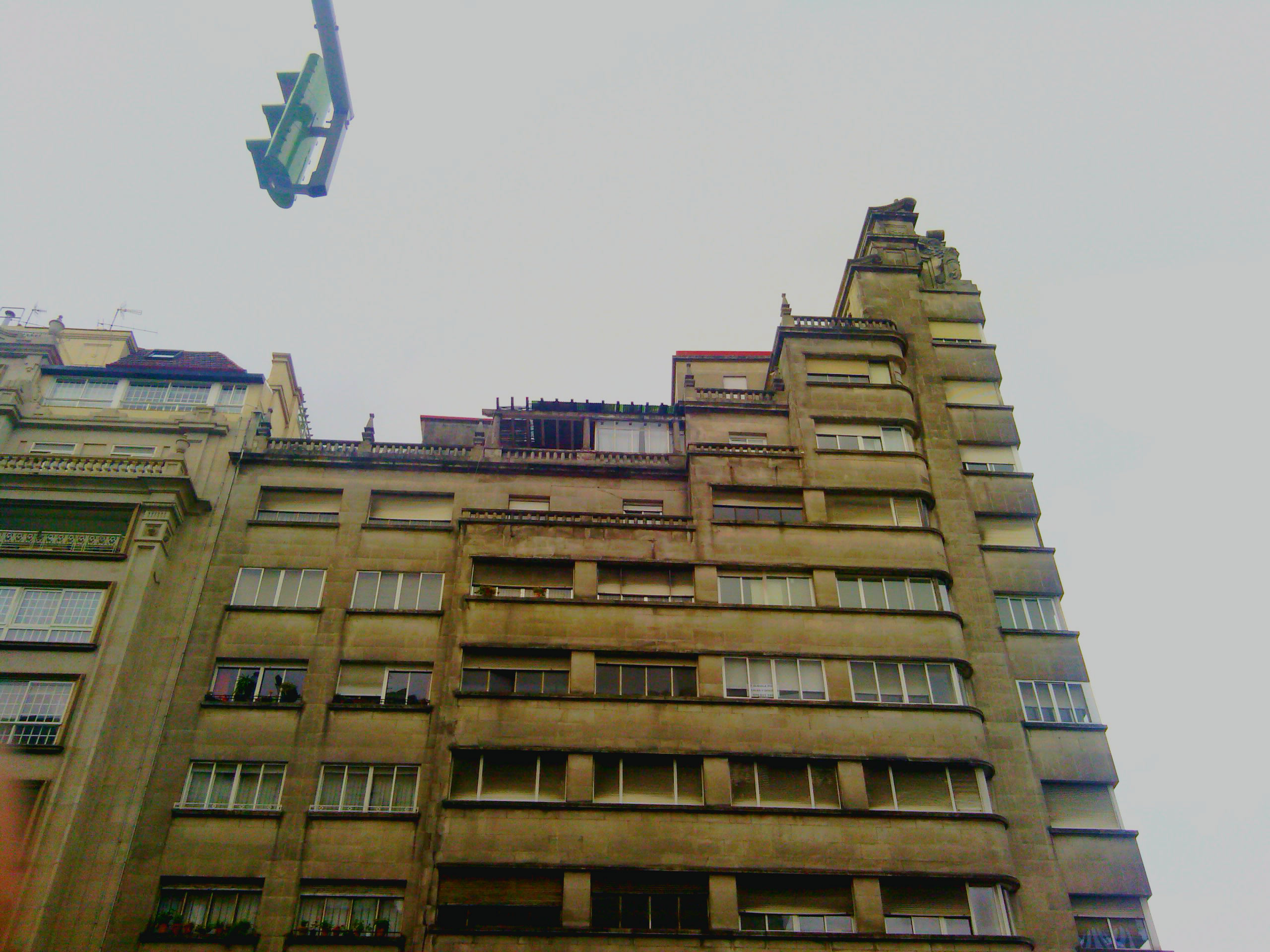
Diferentes alturas desde la calle Gran Vía
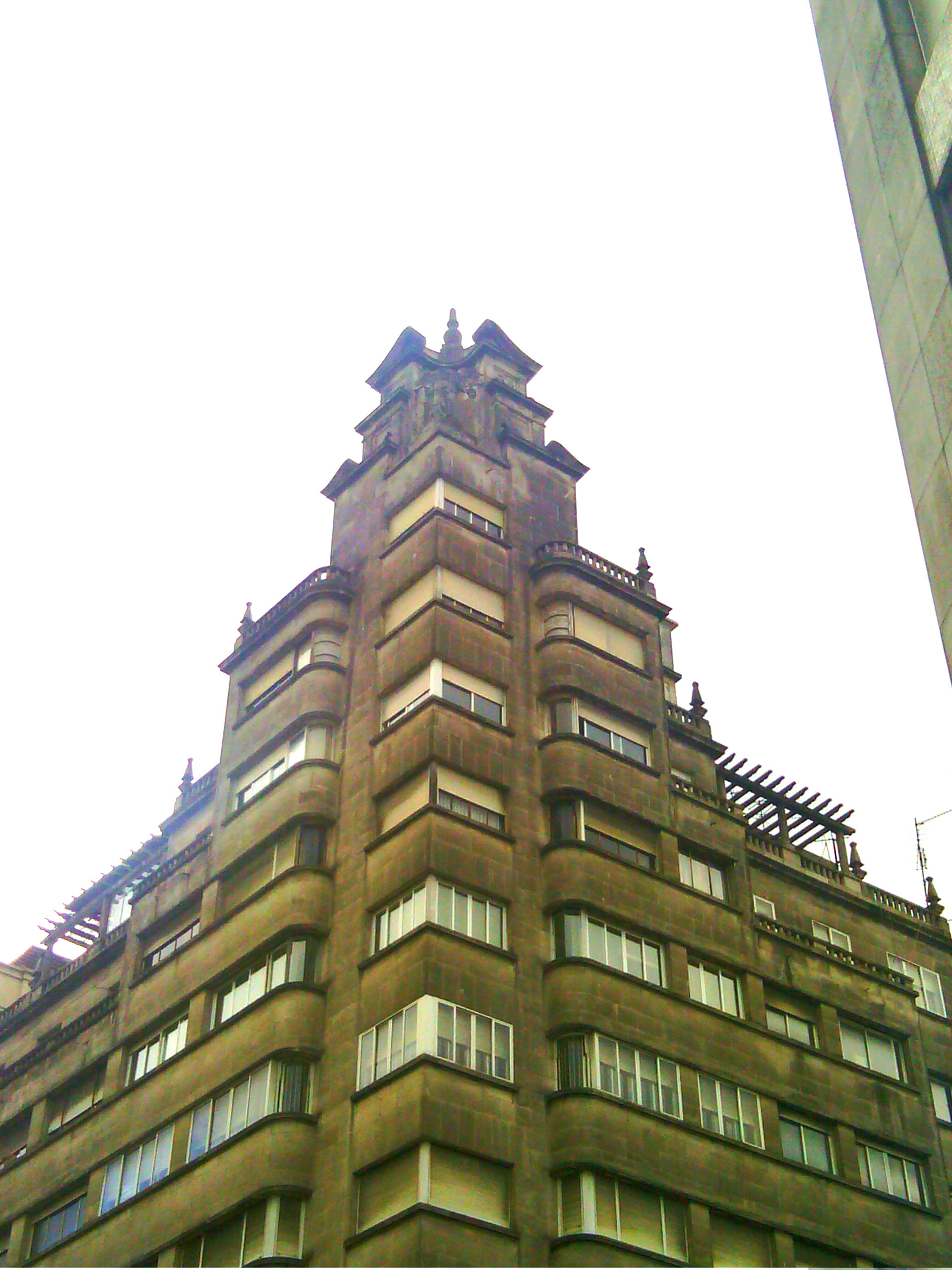
Pináculo y escultura en lo alto del edificio